# Rinnenbach (Große Gaißach)
Der Rinnenbach ist ein oberbayrischer Bach, der in die Große Gaißach mündet.

## Verlauf
Der Rinnenbach entsteht an den nördlichen Ausläufern der Tegernseer Berge bei Marienstein. Er fließt anschließend weitgehend westwärts am Platten vorbei.
Er nimmt von rechts bei Greiling den Weiherbach auf und mündet schließlich von rechts in die Große Gaißach.